# Pedrajas de San Esteban
Pedrajas de San Esteban est une commune de la province de Valladolid dans la communauté autonome de Castille-et-León en Espagne.

## Sites et patrimoine
Les édifices les plus caractéristiques de la commune sont :
- Église San Esteban Protomartir
- Chapelle Nuestra Señora de Sacedon

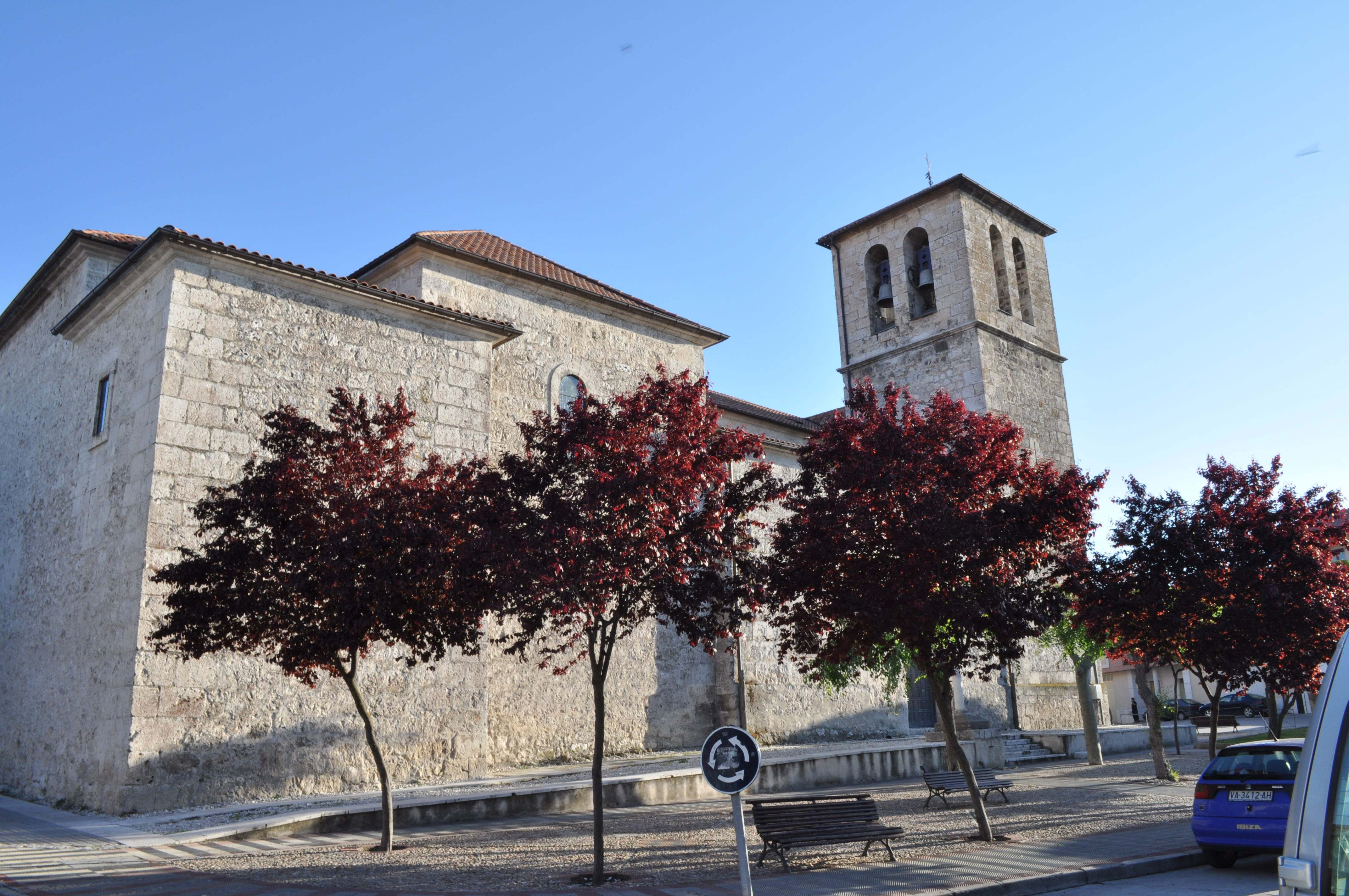
Église San Esteban Protomartir.
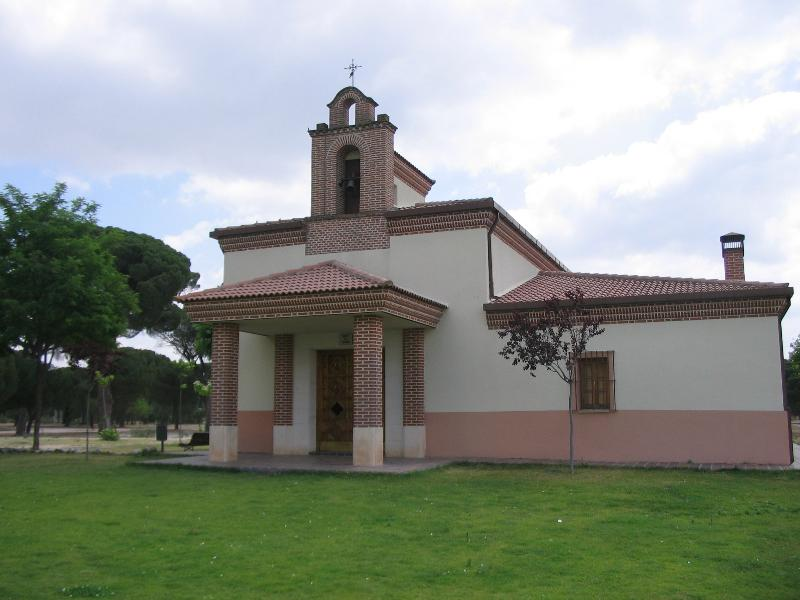
Chapelle Nuestra Señora de Sacedon.
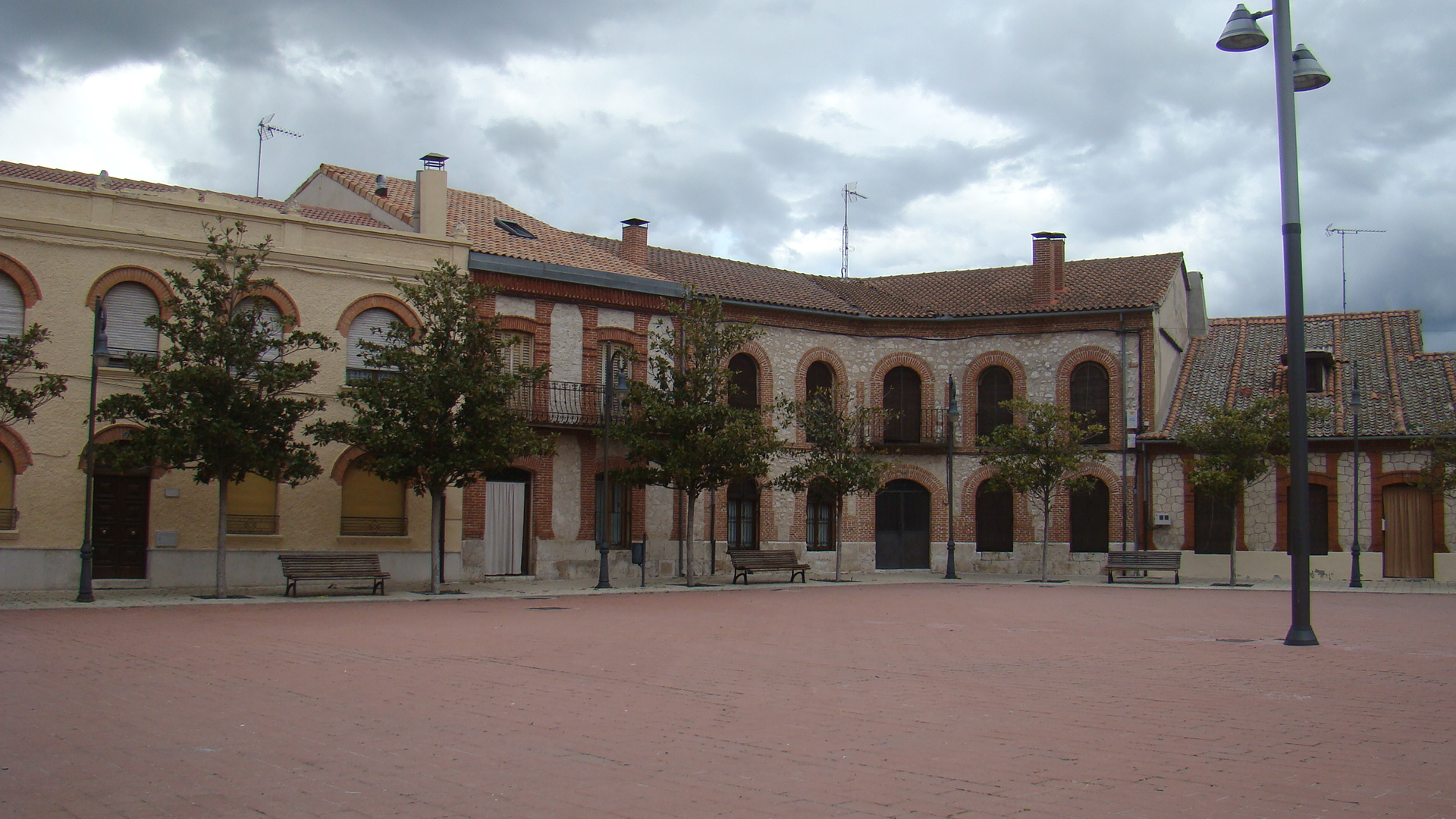
Plaza Mayor.

## Jumelage
Pedrajas de San Esteban est jumelée avec :
 Saint-Nolff, département du Morbihan (France)